# 奧斯陸論壇
奧斯陸論壇是由國際衝突調解員、高級決策者和其他和平進程參與者組成的年度務虛會。與會者在非正式和低調的場合分享他們的經驗，討論遇到的挑戰並反思調解工作的實踐。  論壇每年六月在挪威奧斯陸舉行，由挪威外交部和總部位於瑞士的私人外交組織人道主義對話中心共同主辦。  論壇僅限受邀人士參與。所有討論均根據漆咸樓原則進行（承諾不會引述出席者言論以利自由討論）。 

## 歷史
論壇始於2003年，本稱「調解員務虛會」（The Mediators' Retreat），2006年更名為「奧斯陸論壇」。 論壇本來只是小型會議，第一次舉辦時只有17人參加，但後來與會者增加至每年約100人。論壇一般舉行兩天。 
2005年11月，首屆區域務虛會在新加坡進行，討論南亞和東南亞的和平進程。自此以後，亞洲和非洲區域務虛會定期舉行，與在奧斯陸舉辦的全球務虛會雙軌並行。 

## 目的
論壇旨在通過促進公開交流、辯論和反思，分析各界對衝突的看法，並為分享經驗和最佳做法提供安全的場所，從而改善調解實踐。論壇還提供非正式的交流機會，鼓勵調解員協力合作，並為衝突各方提供談判空間。 

## 參加者

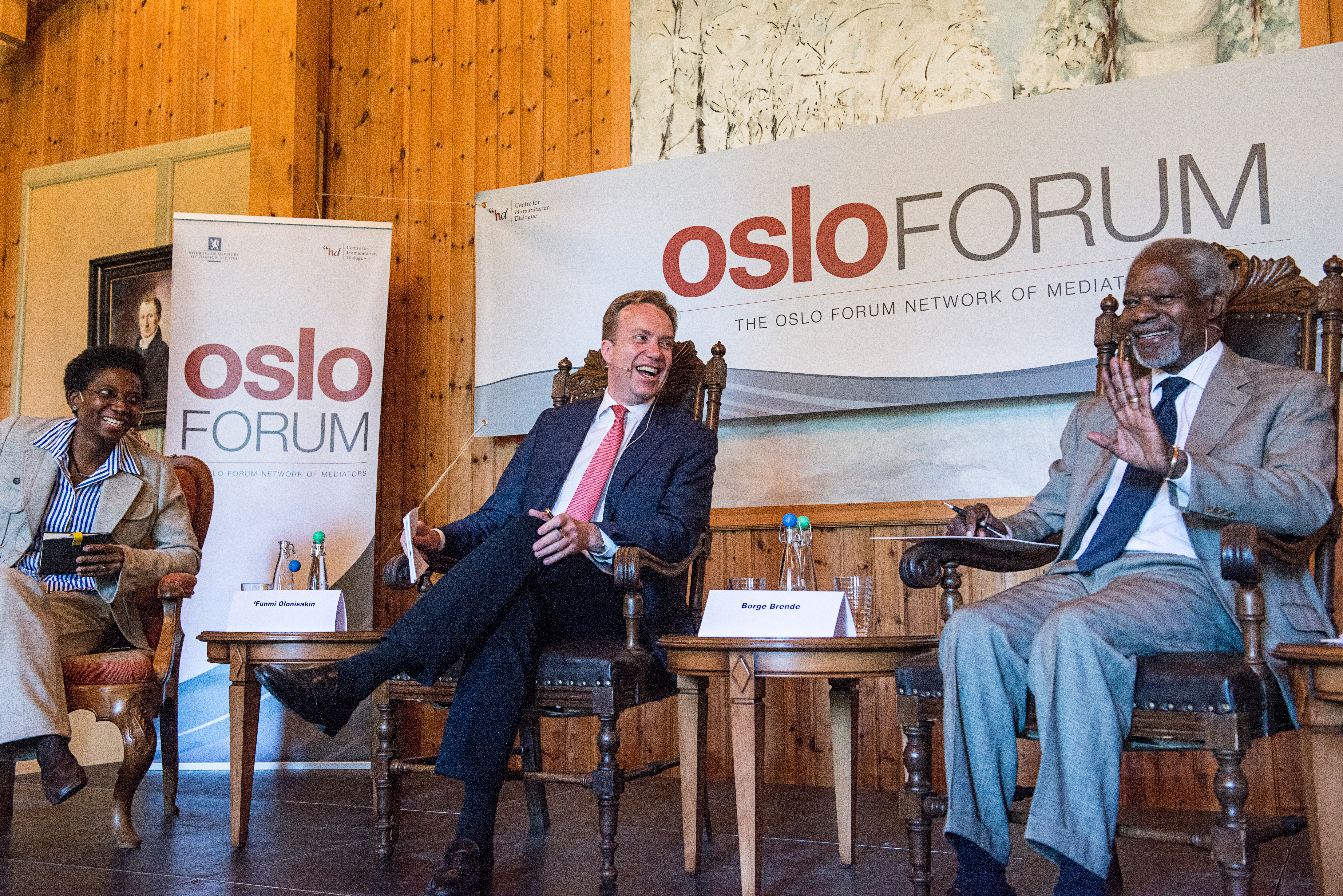
芬米·奧洛尼薩金（Funmi Olonisakin）、博爾格·布倫德（Børge Brende）和科菲·安南（Kofi Annan）

每年約有100名衝突調解員、高級決策者、和平進程關鍵參與者、戰地記者、傑出分析家、思想家和特定問題專家出席奧斯陸論壇。
論壇的與會者包括安東尼奧·古特雷斯、哈桑·阿里·海爾、費代麗卡·莫蓋里尼、穆罕默德·賈瓦德·扎里夫、胡安·曼努埃尔·桑托斯總統 、法圖·本蘇達、約翰·克里、吉米·卡特總統和科菲·安南。奧斯陸論壇還接待了多位諾貝爾和平獎得主。
衝突方的參與往往引起國際媒體關注。 2015年路透社報道，阿富汗高級官員和塔利班代表出席了奧斯陸論壇。 敘利亞政府和反對派代表近年都出席了會議。 媒體還報道指菲律賓政府和莫洛伊斯蘭解放陣線(MILF) 代表出席論壇，並在 2013 年夏季恢復談判。

## 媒體報道
奧斯陸論壇的所有討論均根據漆咸樓原則進行（承諾不會引述出席者言論以利自由討論）。然而，奧斯陸論壇討論的主要議題不乏國際媒體報道。例子包括英國廣播公司（BBC）在 2010 年和 2015 年報道塔利班和談的可能性。紐約時報  、經濟學人和其他媒體也曾採訪奧斯陸論壇與會者，以及就主要議題進行報道。

## 刊物

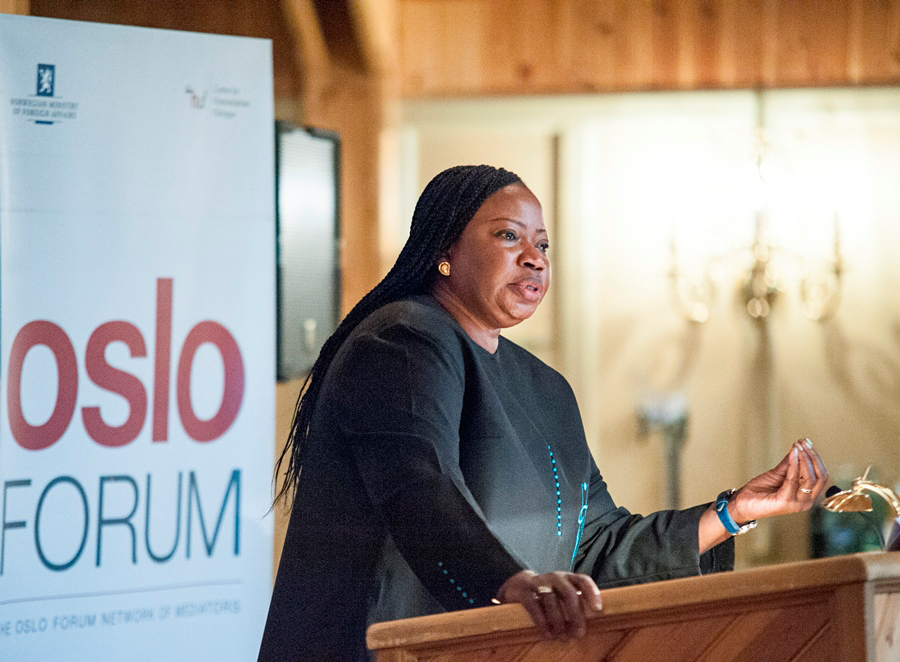
國際刑事法院檢察官法圖·本蘇達 2014 年在奧斯陸論壇上發言

公眾可透過人道主義對話中心發佈的年度報告，查閱奧斯陸論壇的討論摘要。人道主義對話中心為奧斯陸論壇提供專門的政策和背景文件。這些文件在每次會議後會在線上發佈，公眾可通過奧斯陸論壇網站和人道主義對話中心網站查詢。網站也提供奧斯陸論壇的精選講話。   